# Шумахер, Мик
Мик Шума́хер (нем. Mick Schumacher; род. 22 марта 1999, Вюфлан-ле-Шато, Швейцария) — немецкий автогонщик, чемпион Европейской Формулы-3 в сезоне 2018 года и Формулы-2 в сезоне 2020 года.
Сын семикратного чемпиона Формулы-1 Михаэля Шумахера и его жены Коринны, племянник Ральфа Шумахера и Себастьяна Шталя, которые также занимались автогонками.

## Личная жизнь
Шумахер родился в Вюфлан-де-Шато (Швейцария) и вырос в Глане. Отец — семикратный чемпион Формулы-1 Михаэль Шумахер, мать — конная спортсменка Коринна Шумахер. Его дядя Ральф Шумахер также является бывшим гонщиком Формулы-1. Его двоюродный брат Давид Шумахер также является автогонщиком.
Перед Гран-при Бельгии 2017 года Шумахер провёл демонстрационные заезды на чемпионской машине Benetton B194 своего отца. На Гран-при Тосканы 2020 года он также провёл демонстрационные заезды на чемпионской машине Ferrari F2004 Михаэля Шумахера.
С августа 2023 года по апрель 2025 года состоял во взаимоотношениях с Лайлой Хасанович.

## Карьера
Шумахер начал свою гоночную карьеру в 2008 году. Чтобы не привлекать внимания прессы из-за фамилии Шумахер, Мик начал свою гоночную карьеру под псевдонимом «Мик Бетч», использовав девичью фамилию своей матери.

### Картинг
В сезонах 2011 и 2012 годов Шумахер участвовал в классе KF3 чемпионата ADAC Kart Masters, заняв 9-е и 7-е места соответственно. В зимнем кубке Европы в классе KF3 он был 3-м в 2011 и 2012 годах, а в 2012 году — 3-м в чемпионате KF3 Rating DMV Kart Championship. В сезоне 2013 года Мик занял 3-е место в чемпионате Германии среди юниоров по картингу и в Суперкубке CIK-FIA среди юниоров KF. В сезоне 2014 года Шумахер использовал имя «Мик Джуниор» и стартовал в международном и национальном юниорских чемпионатах, закончив сезон 2-м в немецком юниорском чемпионате по картингу, а также в чемпионатах Европы и мира. Хотя он не участвовал в гонках под своей настоящей фамилией, его успехи в картинге были отмечены международной прессой.

### ADAC Формула-4
В конце 2014 года он участвовал в тест-драйве для Jenzer Motorsport на гоночном автомобиле Формулы-4. В сезоне 2015 года впервые начал участвовать в формульных сериях, выступая за Van Amersfoort Racing в ADAC Формула-4, используя фамилию Шумахер. В сезоне 2016 года остался в ADAC Формуле-4, но перешёл в Prema Powerteam, команду, известную своими близкими связями с Академией пилотов Ferrari. Он также принял участие в Итальянской Формулы-4 и занял второе место в обоих чемпионатах после Джои Моусона и Маркуса Сиберта соответственно.

### Формула-3

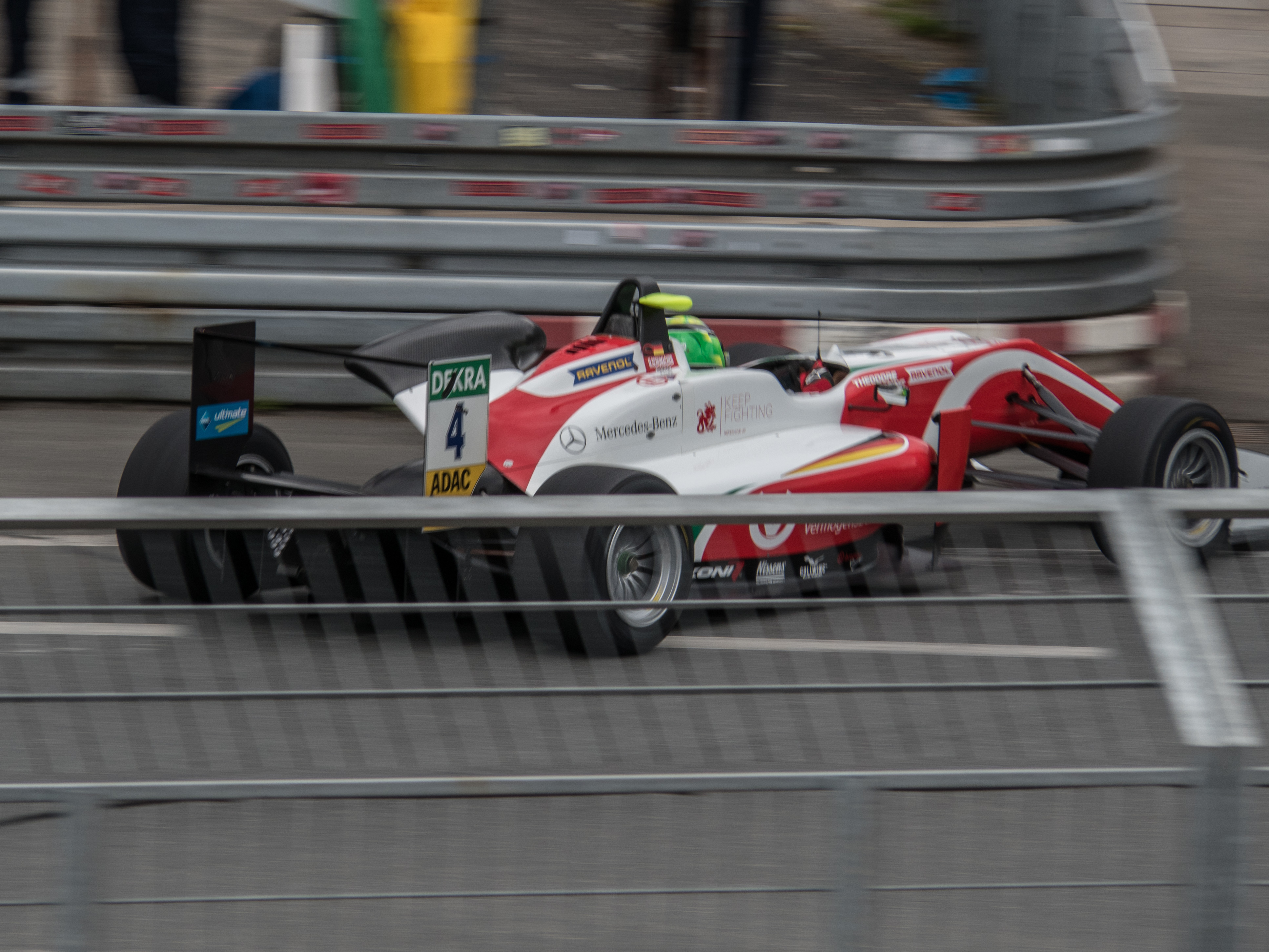
Шумахер за рулём автомобиля Формулы-3 на Норисринге в сезоне 2018 года

В ноябре 2016 года Шумахер впервые появился за рулём машины Формулы-3, приняв участие в MRF Challenge, чемпионате, проходящем в Индии. Он выступал в высшем классе Формулы-2000 и закончил серию на 3-м месте, завоевав четыре победы, девять подиумов и две поул-позиции. Шумахер финишировал позади Харрисона Ньюи и Джои Моусона, но впереди своих будущих конкурентов по Формуле-3 и Формуле-2 Юри Випса и Фелипе Друговича.
В сезоне 2017 года Шумахер дебютировал в чемпионате Европы Формулы-3 в команде Prema Powerteam. Он закончил сезон на 12-м месте, лучшим результатом было 3-е место в Монце. Шумахер был худшим из четырёх пилотов Prema, однако он занял третье место среди новичков чемпионата.
Шумахер продолжил выступать за Prema в сезоне 2018 года. Он слабо начал сезон, одержав свою первую победу только на пятнадцатой гонке года в Спа-Франкоршам, почти в середине сезона. До этой гонки он занимал 10-е место в чемпионате, отставая от лидера чемпионата Дэна Тиктума на 67 очков. Однако Шумахер доминировал во второй половине сезона, одержав ещё семь побед, в том числе пять подряд. Победил в чемпионате, на 57 очков оторвавшись от Тиктума, занявшего 2-е место, одержав восемь побед, четырнадцать подиумов, семь поул-позиций и четыре быстрых круга.

### Формула-2

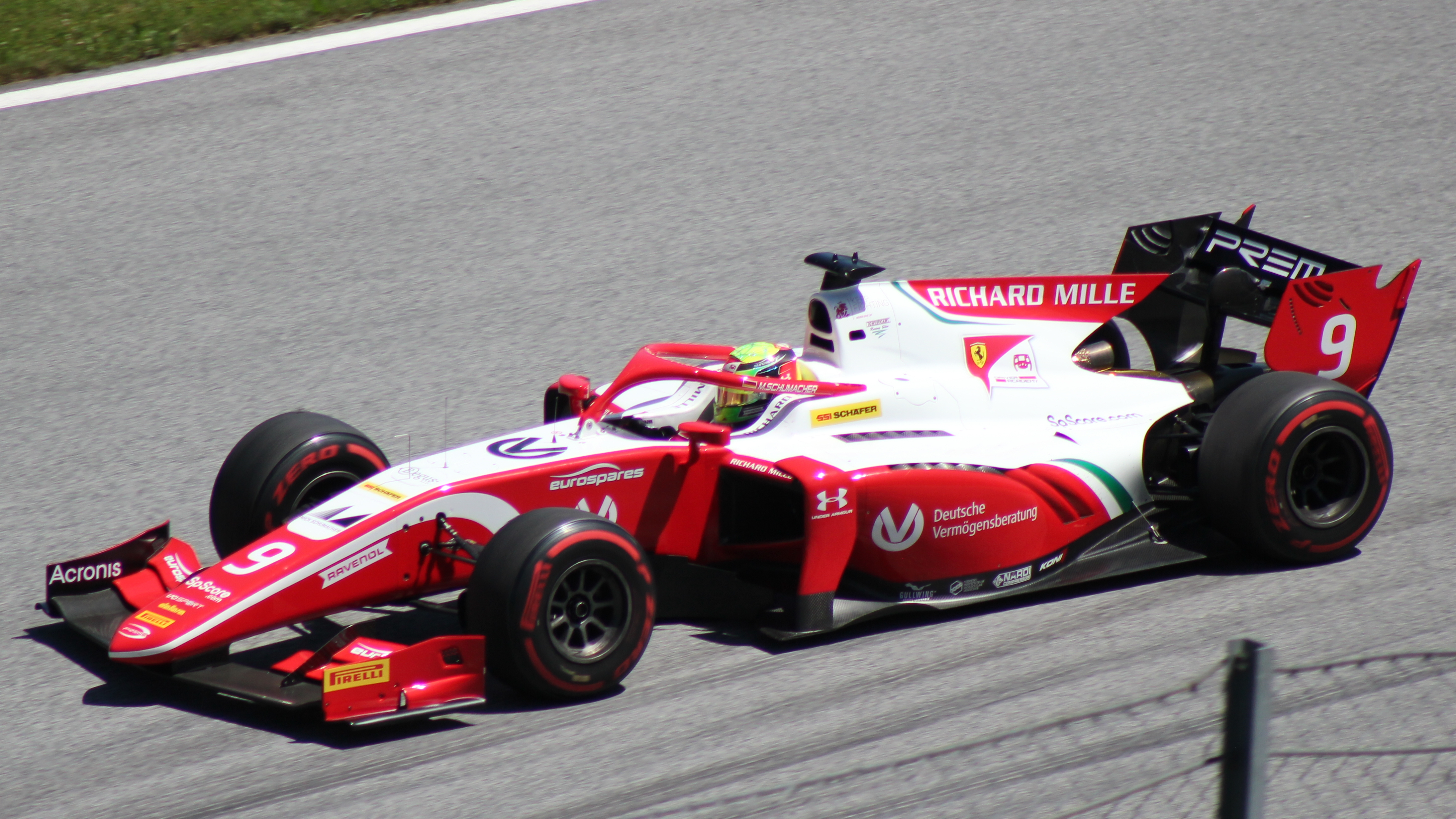
Шумахер за рулём автомобиля Формулы-2 на Ред Булл Ринге в сезоне 2019 года

Шумахер вместе с Шоном Гелаэлем перешёл в Формулу-2 в сезоне 2019 года вместе с Prema Racing. В первой гонке сезона в Бахрейне Шумахер стартовал 10-м и финишировал 8-м, обойдя Нобухару Мацусита на последнем круге, что дало ему поул-позицию в спринтерской гонке, в которой он финишировал 6-м. Шумахер стартовал с 7-го места в субботней гонке в Баку, но был вынужден сойти с дистанции после разворота. Он стартовал с 19-го и смог занять 5-е место в спринтерской гонке. Ему не удалось набрать очки в Барселоне, попав в аварию в первой гонке и будучи наказанным за незаконный обгон Джека Эйткена во второй. В Монако Шумахер столкнулся с несколькими автомобилями в субботней гонке, вызвав появление красного флага. В спринтерской гонке ему также не удалось набрать очки. На автодроме Поль-Рикар Шумахер дважды сошёл с дистанции, после того как он попал в столкновение с товарищем по команде Гелаэлем в первой гонке и получил прокол во второй.
Шумахер остановился на стартовой решётке трассы Ред Булл Ринг и финишировал только 18-м, однако в спринтерской гонке прорыв через пелотон позволил ему финишировать 4-м. Очередные очки были им добыты после финиша в спринтерской гонке в Сильверстоуне на 6-м месте. Шумахер финишировал 8-м в субботней гонке в Венгрии, заняв поул с реверсивной решёткой в воскресном заезде и сохранив позицию, одержав свою первую победу в Формуле-2. Шумахер квалифицировался 6-м в Спа-Франкоршам, но обе гонки были отменены из-за несчастного случая, ставшего причиной смерти Антуана Юбера. В Монце он сошёл в субботней гонке из-за проблем с мощностью, но смог финишировать 6-м в спринте, также показав быстрый круг. Он не финишировал на обеих гонках в России, из-за неисправности двигателя в первой и столкновения с Джулиано Алези во второй. На заключительном этапе сезона в Абу-Даби Шумахер финишировал на 9-м и 11-м местах. Он закончил сезон на 12-м месте в чемпионате с 53 очками, значительно опередив своего товарища по команде Гелаэля, и одержал одну победу и один лучший круг.
Он продолжил выступать за команду Prema, в которую пришли чемпион Формулы-3 в сезоне 2019 года и член Академии пилотов Ferrari Роберт Шварцман, в Формуле-2 в сезоне 2020 года. В субботней гонке в Австрии Шумахер сошёл, сражаясь с Каллумом Айлоттом за лидерство. Во воскресном заезде на той же трассе сработал его огнетушитель. В обеих гонках в Венгрии Шумахер финишировал на подиуме. Затем он пять раз подряд поднимался на подиумы от Испании до Монцы, в том числе победил в субботней гонке в Монце, и возглавил чемпионат в Муджелло. На следующем уик-энде в России Шумахер победил в первой гонке и занял третье место в спринте, остановленном из-за аварии Луки Гьотто и Джека Эйткена.
В первом уик-энде в Бахрейне Шумахер занял 4-е место в субботней гонке и 7-е в воскресной, что позволило Каллуму Айлотту сократить разрыв в чемпионате до 14 очков. Во втором уик-энде на внешней конфигурации той же трассы он квалифицировался на худшей для себя 18-й позиции из-за инцидента с Роем Ниссани, но к финишу смог прорваться на 6-е место, благодаря чему разрыв между Шумахером и Айлоттом перед спринтом составлял всё те же 14 очков. В воскресной гонке из-за блокировки колёс состояние шин Шумахера ухудшилось, и ему пришлось обороняться от атак Каллума Айлотта на протяжении первой половины гонки. Из-за ещё нескольких блокировок Шумахеру пришлось заехать на пит-стоп для смены шин, что привело к его выпадению из очковой зоны. Однако шины Айлотта тоже были не в лучшем состоянии, и ему не удалось набрать очков. Таким образом, Мик Шумахер стал чемпионом Формулы-2 в сезоне 2020 года.

### Формула-1

#### Карьера в Haas

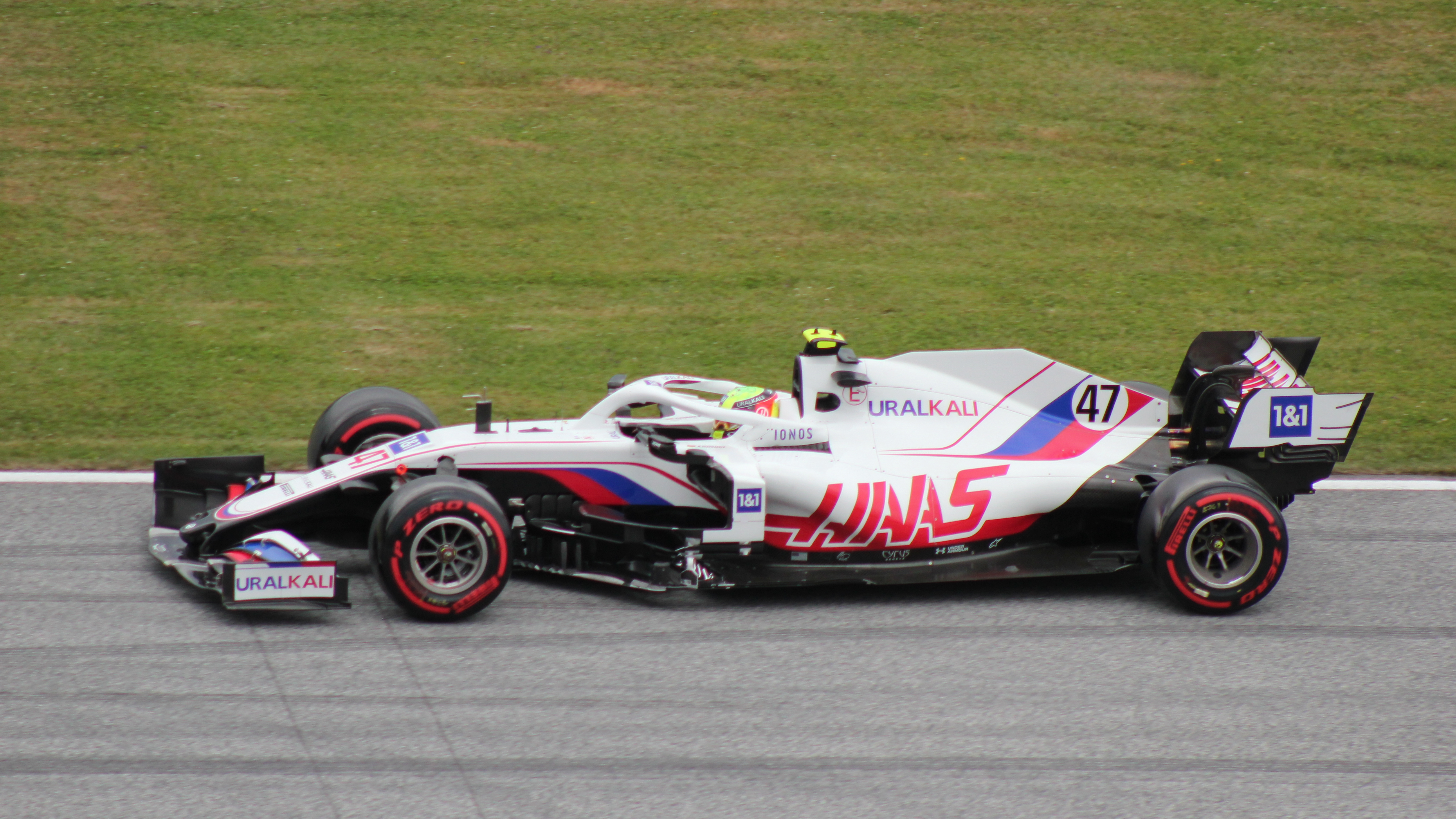
Шумахер за рулём автомобиля Формулы-1 команды Haas на Гран-при Австрии 2021 года

В декабре 2020 года было объявлено о многолетнем контракте гонщика с Haas. В сезоне 2021 года выступал за эту команду под номером 47 вместе с Никитой Мазепиным. После финала сезона 2020 года в Абу-Даби руководитель команды Ferrari Маттиа Бинотто сказал, что у Шумахера первый сезон будет непростым. Шумахер финишировал 19-м в турнирной таблице в своём дебютном сезоне впереди своего напарника Никиты Мазепина.
Шумахер остался в Haas на весь сезон 2022 года, став напарником Кевина Магнуссена и запасным пилотом команды Ferrari вместе с Антонио Джовинацци. На Гран-при Великобритании он набрал свои первые очки в Формуле-1, заняв восьмое место. Неделю спустя на Гран-при Австрии Шумахер финишировал на шестом месте, что стало его лучшим результатом в Формуле-1. По окончании сезона 2022 года стало известно, что Шумахер не будет выступать в сезоне 2023 года, так как места в команде Haas заняли Кевин Магнуссен и Нико Хюлькенберг.

#### Резервный гонщик Mercedes и McLaren
В декабре 2022 года было объявлено, что Шумахер станет резервным гонщиком команды Mercedes в сезоне 2023 года. В феврале 2023 года было объявлено, что он будет резервным гонщиком команды McLaren в сезоне 2023 года.

### Чемпионат мира по автогонкам на выносливость
22 ноября 2023 года было объявлено, что Шумахер будет выступать в чемпионате мира по автогонкам на выносливость в сезоне 2024 года за команду Alpine в классе гиперкаров. Его напарниками станут Николя Лапьер, Фердинанд Габсбург, Поль-Луп Шатен, Матьё Ваксивьер и Шарль Милези.
В конце 2024 года Мик объявил об уходе с должности резервного гонщика Mercedes. Не добившись возможности подписать контракт основного гонщика в Формуле-1, решил продолжить второй год выступать в чемпионате мира по автогонкам на выносливость в сезоне 2025 года за команду Alpine в классе гиперкаров.

## Результаты выступлений

### Общая статистика
| Сезон   | Серия                      | Команда                      | Старты     | Победы     | Поулы      | БК         | Подиумы    | Очки       | Место      |
| ------- | -------------------------- | ---------------------------- | ---------- | ---------- | ---------- | ---------- | ---------- | ---------- | ---------- |
| 2015    | ADAC Формула-4             | Van Amersfoort Racing        | 22         | 1          | 0          | 0          | 2          | 92         | 10         |
| 2015-16 | MRF Challenge Formula 2000 | MRF Racing                   | 4          | 0          | 0          | 0          | 2          | 51         | 10         |
| 2016    | ADAC Формула-4             | Prema Powerteam              | 24         | 5          | 4          | 2          | 12         | 322        | 2          |
| 2016    | Итальянская Формула-4      | Prema Powerteam              | 18         | 5          | 4          | 6          | 10         | 216        | 2          |
| 2016-17 | MRF Challenge Formula 2000 | MRF Racing                   | 16         | 4          | 2          | 1          | 9          | 215        | 3          |
| 2017    | Чемпионат Европы Формулы-3 | Prema Powerteam              | 30         | 0          | 0          | 0          | 1          | 94         | 12         |
| 2017    | Гран-при Макао             | Prema Powerteam              | 1          | 0          | 0          | 1          | 0          | N/A        | 16         |
| 2018    | Чемпионат Европы Формулы-3 | Prema Theodore Racing        | 30         | 8          | 7          | 4          | 14         | 365        | 1          |
| 2018    | Гран-при Макао             | SJM Theodore Racing by Prema | 1          | 0          | 0          | 0          | 0          | N/A        | 5          |
| 2019    | Формула-2                  | Prema Racing                 | 22         | 1          | 0          | 1          | 1          | 53         | 12         |
| 2020    | Формула-2                  | Prema Racing                 | 22         | 2          | 0          | 0          | 10         | 215        | 1          |
| 2020    | Формула-1                  | Alfa Romeo Racing Orlen      | Тест-пилот | Тест-пилот | Тест-пилот | Тест-пилот | Тест-пилот | Тест-пилот | Тест-пилот |
| 2020    | Формула-1                  | Haas F1 Team                 | Тест-пилот | Тест-пилот | Тест-пилот | Тест-пилот | Тест-пилот | Тест-пилот | Тест-пилот |
| 2021    | Формула-1                  | Uralkali Haas F1 Team        | 22         | 0          | 0          | 0          | 0          | 0          | 19         |
| 2022    | Формула-1                  | Haas F1 Team                 | 21         | 0          | 0          | 0          | 0          | 12         | 16         |

| Легенда к таблице |                                                                    |
| --- | ------------------------------------------------------------------ |
| В таблице перечислены результаты всех гонок, в которых принимал участие гонщик. Строками таблицы являются сезоны, столбцами — этапы соревнований. В каждой клетке указаны сокращённое название этапа и результат, дополнительно обозначенный цветом. Расшифровка обозначений и цветов представлена в нижеследующей таблице. |                                                                    |
| \| Пример \| Описание \| \| ------------ \| ------------------------------------------------------------------ \| \| 1 \| Победитель \| \| 2 \| Второе место \| \| 3 \| Третье место \| \| 5 \| Финишировал, заработав очки \| \| Сход \| Не финишировал, но при этом заработал очки \| \| 12 \| Финишировал, не получив очков \| \| НКЛ \| Финишировал, но не попал в финальную классификацию \| \| 15 \| Участвовал вне зачёта, либо по отдельной классификации \| \| 18 \| Не финишировал, но попал в финальную классификацию \| \| Сход \| Не финишировал \| \| НКВ \| Не прошёл квалификацию \| \| НПКВ \| Не прошёл предквалификацию \| \| ДСК \| Дисквалифицирован \| \| ИСК \| Исключён из протокола соревнований \| \| ТТ \| Заявлен для участия только в тренировках \| \| НС \| Участвовал в квалификации, но не стартовал в гонке \| \| Т \| Травмирован или болен \| \| ОТК \| Отказ от участия \| \| НТР \| Прибыл на соревнования, но на трассу не выезжал \| \| НПР \| Был заявлен в числе участников, но не прибыл к началу соревнований \| \| О \| Соревнования отменены \| \| \| Не участвовал \| \| Поул-позиция \| \| \| Быстрый круг \| \| |                                                                    |
| Пример | Описание                                                           |
| 1 | Победитель                                                         |
| 2 | Второе место                                                       |
| 3 | Третье место                                                       |
| 5 | Финишировал, заработав очки                                        |
| Сход | Не финишировал, но при этом заработал очки                         |
| 12 | Финишировал, не получив очков                                      |
| НКЛ | Финишировал, но не попал в финальную классификацию                 |
| 15 | Участвовал вне зачёта, либо по отдельной классификации             |
| 18 | Не финишировал, но попал в финальную классификацию                 |
| Сход | Не финишировал                                                     |
| НКВ | Не прошёл квалификацию                                             |
| НПКВ | Не прошёл предквалификацию                                         |
| ДСК | Дисквалифицирован                                                  |
| ИСК | Исключён из протокола соревнований                                 |
| ТТ | Заявлен для участия только в тренировках                           |
| НС | Участвовал в квалификации, но не стартовал в гонке                 |
| Т | Травмирован или болен                                              |
| ОТК | Отказ от участия                                                   |
| НТР | Прибыл на соревнования, но на трассу не выезжал                    |
| НПР | Был заявлен в числе участников, но не прибыл к началу соревнований |
| О | Соревнования отменены                                              |
| | Не участвовал                                                      |
| Поул-позиция |                                                                    |
| Быстрый круг |                                                                    |

### Результаты выступлений в Формуле-4

#### Немецкая/ADAC Формула-4
| Год  | Команда         | Шасси          | Двигатель          | 1     | 2     | 3     | 4       | 5     | 6     | 7     | 8     | 9     | 10     | 11    | 12      | 13   | 14    | 15    | 16   | 17      | 18    | 19   | 20   | 21    | 22      | 23   | 24   | Место | Очки |
| 2015 | VAR             | Tatuus F4-T014 | Abarth 1.4L FTJ I4 | ОШР   | ОШР   | ОШР   | РБР     | РБР   | РБР   | СПА   | СПА   | СПА   | ЛАУ    | ЛАУ   | ЛАУ     | НЮР  | НЮР   | НЮР   | ЗАК  | ЗАК     | ЗАК   | ОШР  | ОШР  | ОШР   | ХОК     | ХОК  | ХОК  | 10    | 92   |
| ---- | --------------- | -------------- | ------------------ | ----- | ----- | ----- | ------- | ----- | ----- | ----- | ----- | ----- | ------ | ----- | ------- | ---- | ----- | ----- | ---- | ------- | ----- | ---- | ---- | ----- | ------- | ---- | ---- | ----- | ---- |
| 2015 | VAR             | Tatuus F4-T014 | Abarth 1.4L FTJ I4 | Г1 9  | Г2 12 | Г3 1  | Г1 Сход | Г2 10 | Г3 НС | Г1 15 | Г2 15 | Г3 34 | Г1 ИСК | Г2 16 | Г3 Сход | Г1 9 | Г2 6  | Г3 10 | Г1 5 | Г2 Сход | Г3 18 | Г1 4 | Г2 3 | Г3 31 | Г1 Сход | Г2 5 | Г3 7 | 10    | 92   |
| 2016 | Prema Powerteam | Tatuus F4-T014 | Abarth 1.4L FTJ I4 | ОШР 1 | ОШР 1 | ОШР 1 | ЗАК     | ЗАК   | ЗАК   | ЛАУ   | ЛАУ   | ЛАУ   | ОШР 2  | ОШР 2 | ОШР 2   | РБР  | РБР   | РБР   | НЮР  | НЮР     | НЮР   | ЗАН  | ЗАН  | ЗАН   | ХОК     | ХОК  | ХОК  | 2     | 322  |
| 2016 | Prema Powerteam | Tatuus F4-T014 | Abarth 1.4L FTJ I4 | Г1 4  | Г2 4  | Г3 1  | Г1 4    | Г2 2  | Г3 4  | Г1 1  | Г2 1  | Г3 6  | Г1 3   | Г2 2  | Г3 26   | Г1 6 | Г2 11 | Г3 2  | Г1 1 | Г2 15   | Г3 2  | Г1 3 | Г2 3 | Г3 6  | Г1 6    | Г2 8 | Г3 1 | 2     | 322  |

#### Итальянская Формула-4
| Г1 1 | Г2 1 | Г3 НУ | Г4 4 | Г1 НУ | Г2 НУ | Г3 НУ | Г4 НУ | Г1 2 | Г2 1 | Г3 4 | Г1 2 | Г2 Сход | Г3 11 | Г1 3 | Г2 1 | Г3 2 | Г1 12 | Г2 Сход | Г3 22 | Г1 1 | Г2 25 | Г3 2 |

### Результаты выступлений в гонках класса Формула-2000

#### MRF Challenge
| Год     | Команда    | Шасси                 | Двигатель             | 1     | 2     | 3     | 4     | 5     | 6     | 7       | 8       | 9     | 10    | 11   | 12      | 13   | 14   | 15      | 16   | Место | Очки |
| 2015/16 | MRF Racing | Dallara Formulino Pro | Renault 2.0 F4R 832 4 | ЯСМ   | ЯСМ   | ЯСМ   | ЯСМ   | САХ   | САХ   | ДУБ     | ДУБ     | ДУБ   | ДУБ   | МАД  | МАД     | МАД  | МАД  |         |      | 10    | 51   |
| ------- | ---------- | --------------------- | --------------------- | ----- | ----- | ----- | ----- | ----- | ----- | ------- | ------- | ----- | ----- | ---- | ------- | ---- | ---- | ------- | ---- | ----- | ---- |
| 2015/16 | MRF Racing | Dallara Formulino Pro | Renault 2.0 F4R 832 4 | Г1 НУ | Г2 НУ | Г3 НУ | Г4 НУ | Г1 НУ | Г2 НУ | Г1 НУ   | Г2 НУ   | Г3 НУ | Г4 НУ | Г1 3 | Г2 6    | Г3 5 | Г4 2 |         |      | 10    | 51   |
| 2016/17 | MRF Racing | Dallara Formulino Pro | Renault 2.0 F4R 832 4 | САХ   | САХ   | САХ   | САХ   | ДУБ   | ДУБ   | ДУБ     | ДУБ     | БУД   | БУД   | БУД  | БУД     | МАД  | МАД  | МАД     | МАД  | 3     | 213  |
| 2016/17 | MRF Racing | Dallara Formulino Pro | Renault 2.0 F4R 832 4 | Г1 5  | Г2 1  | Г3 3  | Г4 1  | Г1 3  | Г2 4  | Г3 Сход | Г4 Сход | Г1 1  | Г2 3  | Г3 1 | Г4 Сход | Г1 2 | Г2 7 | Г3 Сход | Г4 2 | 3     | 213  |

### Результаты выступлений в Формуле-3

#### Чемпионат Европы Формулы-3
| Год  | Команда               | Шасси        | Двигатель            | 1     | 2     | 3     | 4    | 5    | 6    | 7    | 8     | 9     | 10   | 11      | 12    | 13   | 14      | 15      | 16      | 17   | 18   | 19   | 20   | 21    | 22   | 23    | 24    | 25   | 26    | 27   | 28    | 29    | 30    | Место | Очки |
| 2017 | Prema Powerteam       | Dallara F317 | Mercedes Benz F3 414 | СИЛ   | СИЛ   | СИЛ   | МНЦ  | МНЦ  | МНЦ  | ПО   | ПО    | ПО    | ХУН  | ХУН     | ХУН   | НОР  | НОР     | НОР     | СПА     | СПА  | СПА  | ЗАН  | ЗАН  | ЗАН   | НЮР  | НЮР   | НЮР   | РБР  | РБР   | РБР  | ХОК   | ХОК   | ХОК   | 12    | 94   |
| ---- | --------------------- | ------------ | -------------------- | ----- | ----- | ----- | ---- | ---- | ---- | ---- | ----- | ----- | ---- | ------- | ----- | ---- | ------- | ------- | ------- | ---- | ---- | ---- | ---- | ----- | ---- | ----- | ----- | ---- | ----- | ---- | ----- | ----- | ----- | ----- | ---- |
| 2017 | Prema Powerteam       | Dallara F317 | Mercedes Benz F3 414 | Г1 8  | Г2 6  | Г3 17 | Г1 6 | Г2 3 | Г3 6 | Г1 9 | Г2 11 | Г3 12 | Г1 9 | Г2 9    | Г3 11 | Г1 7 | Г2 12   | Г3 Сход | Г1 6    | Г2 9 | Г3 8 | Г1 6 | Г2 9 | Г3 11 | Г1 8 | Г2 15 | Г3 11 | Г1 7 | Г2 10 | Г3 8 | Г1 11 | Г2 18 | Г2 18 | 12    | 94   |
| 2018 | Prema Theodore Racing | Dallara F318 | Mercedes Benz F3 414 | ПО    | ПО    | ПО    | ХУН  | ХУН  | ХУН  | НОР  | НОР   | НОР   | ЗАН  | ЗАН     | ЗАН   | СПА  | СПА     | СПА     | СИЛ     | СИЛ  | СИЛ  | МИЗ  | МИЗ  | МИЗ   | НЮР  | НЮР   | НЮР   | РБР  | РБР   | РБР  | ХОК   | ХОК   | ХОК   | 1     | 365  |
| 2018 | Prema Theodore Racing | Dallara F318 | Mercedes Benz F3 414 | Г1 16 | Г2 10 | Г3 7  | Г1 4 | Г2 7 | Г3 3 | Г1 5 | Г2 9  | Г3 15 | Г1 3 | Г2 Сход | Г3 13 | Г1 4 | Г2 Сход | Г3 1    | Г1 Сход | Г2 1 | Г3 5 | Г1 1 | Г2 3 | Г3 5  | Г1 1 | Г2 1  | Г3 1  | Г1 1 | Г2 1  | Г3 2 | Г1 12 | Г2 2  | Г3 2  | 1     | 365  |

#### Результаты Гран-при Макао
| Год  | Команда                      | Шасси        | Двигатель             | Результат выступлений | Результат выступлений | Результат выступлений |
| Год  | Команда                      | Шасси        | Двигатель             | Квалификация          | Кв. гонка             | Ос. гонка             |
| ---- | ---------------------------- | ------------ | --------------------- | --------------------- | --------------------- | --------------------- |
| 2017 | Prema Powerteam              | Dallara F317 | Volkswagen Spiess 0XY | 7                     | 20                    | 16                    |
| 2018 | SJM Theodore Racing by Prema | Dallara F317 | Volkswagen Spiess 0XY | 9                     | 6                     | 5                     |

### Результаты выступлений в Формуле-2
| Год  | Команда      | Шасси           | Двигатель            | 1     | 2     | 3       | 4       | 5     | 6     | 7     | 8     | 9       | 10      | 11    | 12   | 13    | 14   | 15   | 16   | 17   | 18   | 19     | 20   | 21      | 22      | 23    | 24    | Место | Очки |
| 2019 | Prema Racing | Dallara F2 2018 | Mecachrome 3.4 L V6T | БАХ   | БАХ   | БАК     | БАК     | КАТ   | КАТ   | МОН   | МОН   | ЛЕК     | ЛЕК     | РБР   | РБР  | СИЛ   | СИЛ  | ХУН  | ХУН  | СПА  | СПА  | МНЦ    | МНЦ  | СОЧ     | СОЧ     | ЯСМ   | ЯСМ   | 12    | 53   |
| ---- | ------------ | --------------- | -------------------- | ----- | ----- | ------- | ------- | ----- | ----- | ----- | ----- | ------- | ------- | ----- | ---- | ----- | ---- | ---- | ---- | ---- | ---- | ------ | ---- | ------- | ------- | ----- | ----- | ----- | ---- |
| 2019 | Prema Racing | Dallara F2 2018 | Mecachrome 3.4 L V6T | Г1 8  | Г2 6  | Г1 Сход | Г2 5    | Г1 15 | Г2 12 | Г1 13 | Г2 11 | Г1 Сход | Г2 Сход | Г1 18 | Г2 4 | Г1 11 | Г2 6 | Г1 8 | Г2 1 | Г1 О | Г2 О | Г1 НКЛ | Г2 6 | Г1 Сход | Г2 Сход | Г1 9  | Г2 11 | 12    | 53   |
| 2020 | Prema Racing | Dallara F2 2018 | Mecachrome 3.4 L V6T | РБР 1 | РБР 1 | РБР 2   | РБР 2   | ХУН   | ХУН   | СИЛ 1 | СИЛ 1 | СИЛ 2   | СИЛ 2   | КАТ   | КАТ  | СПА   | СПА  | МНЦ  | МНЦ  | МУД  | МУД  | СОЧ    | СОЧ  | БАХ 1   | БАХ 1   | БАХ 2 | БАХ 2 | 1     | 215  |
| 2020 | Prema Racing | Dallara F2 2018 | Mecachrome 3.4 L V6T | Г1 11 | Г2 7  | Г1 4    | Г2 Сход | Г1 3  | Г2 3  | Г1 9  | Г2 14 | Г1 7    | Г2 2    | Г1 6  | Г2 3 | Г1 3  | Г2 2 | Г1 1 | Г2 3 | Г1 5 | Г2 4 | Г1 1   | Г2 3 | Г1 4    | Г2 7    | Г1 6  | Г2 18 | 1     | 215  |

### Результаты выступлений в Формуле-1
| Сезон | Команда               | Шасси      | Двигатель              | Ш | 1      | 2      | 3      | 4      | 5      | 6      | 7        | 8      | 9        | 10     | 11     | 12     | 13     | 14     | 15       | 16     | 17       | 18       | 19     | 20     | 21       | 22     | Место | Очки |
| ----- | --------------------- | ---------- | ---------------------- | - | ------ | ------ | ------ | ------ | ------ | ------ | -------- | ------ | -------- | ------ | ------ | ------ | ------ | ------ | -------- | ------ | -------- | -------- | ------ | ------ | -------- | ------ | ----- | ---- |
| 2020  | Haas F1 Team          | Haas VF-20 | Ferrari 065 1,6 V6 t   | P | АВТ    | ШТИ    | ВЕН    | ВЕЛ    | 70Л    | ИСП    | БЕЛ      | ИТА    | ТОС      | РОС    | АЙФ    | ПОР    | ЭМИ    | ТУР    | БАХ      | САХ    | АБУ тест |          |        |        |          |        | —     | —    |
| 2021  | Uralkali Haas F1 Team | Haas VF-21 | Ferrari 065/6 1,6 V6 t | P | БАХ 16 | ЭМИ 16 | ПОР 17 | ИСП 18 | МОН 18 | АЗЕ 13 | ФРА 19   | ШТИ 16 | АВТ 18   | ВЕЛ 18 | ВЕН 12 | БЕЛ 16 | НИД 18 | ИТА 15 | РОС Сход | ТУР 19 | США 16   | МЕХ Сход | САП 18 | КАТ 16 | САУ Сход | АБУ 14 | 19    | 0    |
| 2022  | Haas F1 Team          | Haas VF-22 | Ferrari 066/7 1,6 V6 t | P | БАХ 11 | САУ НС | АВС 13 | ЭМИ 17 | МАЙ 15 | ИСП 14 | МОН Сход | АЗЕ 14 | КАН Сход | ВЕЛ 8  | АВТ 6  | ФРА 15 | ВЕН 14 | БЕЛ 17 | НИД 13   | ИТА 12 | СИН 13   | ЯПО 17   | США 15 | МЕХ 16 | САП 13   | АБУ 16 | 16    | 12   |

### Комментарии
1. 1 2  В гонке пройдено менее 75% дистанции, поэтому начислена половина очков.